# Pareve

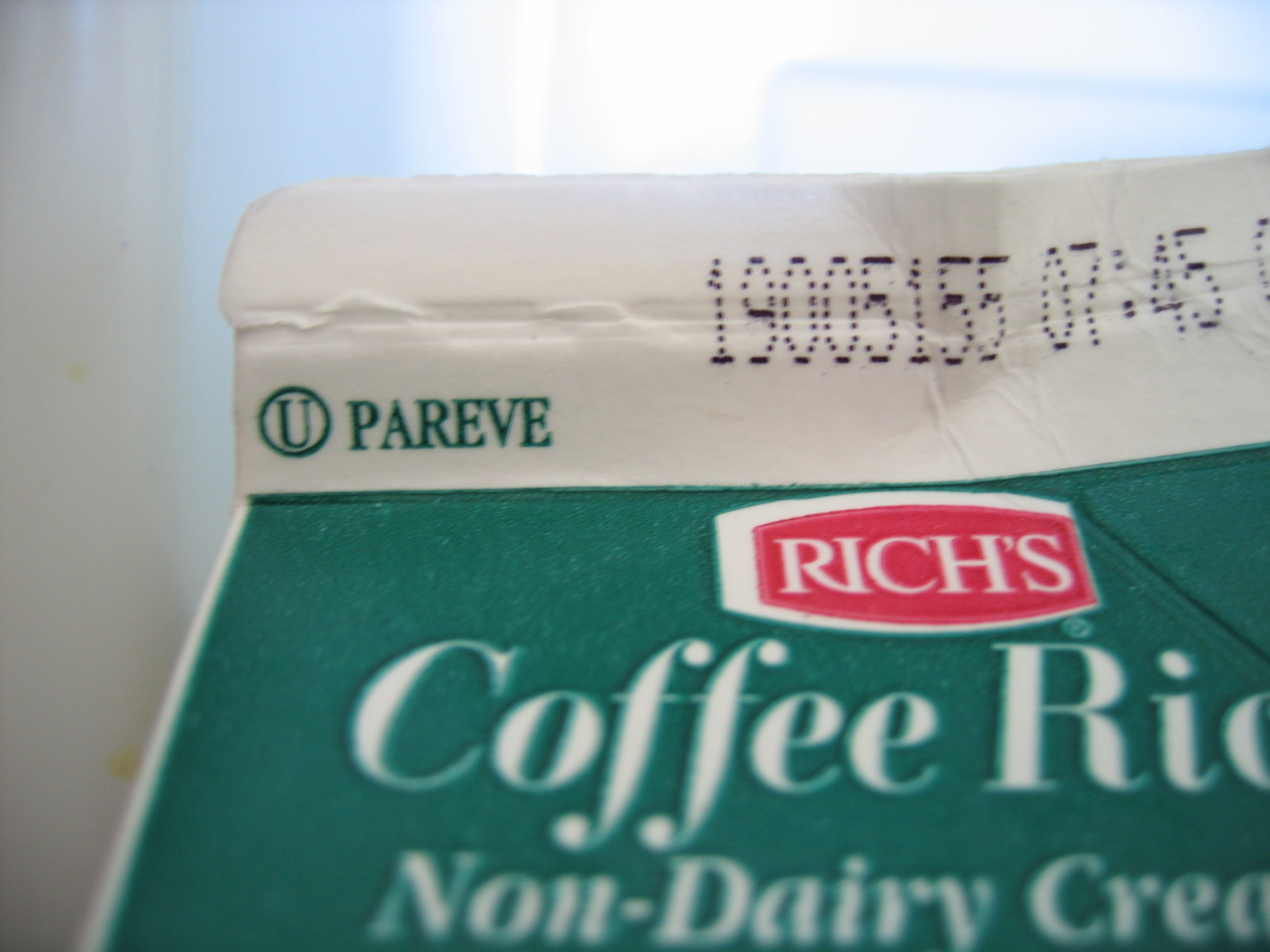
Una crema para café sin lácteos marcada con una etiqueta pareve

En kashrut, las leyes dietéticas del judaísmo, pareve o parve (del Yiddish para "neutral"; en hebreo פַּרוֶוה parveh, o סְתָמִי, stami) es una clasificación de alimentos que no contienen ingredientes lácteos ni cárnicos. Los alimentos de esta categoría incluyen todos los alimentos que crecen en la tierra (frutas, verduras, cereales, etc.), pescado (sólo pescado kosher), huevos y alimentos comestibles no biológicos (como agua y sal).
La kashrut establece restricciones en el consumo de mezclas de leche y carne, prohibiendo su ingesta conjunta en una misma comida. Además, se impide el consumo de productos lácteos dentro de un intervalo de tiempo específico tras haber ingerido carne, siendo este intervalo variable según la tradición. También se prohíbe el uso de los mismos utensilios para la preparación y el servicio de alimentos lácteos y cárnicos. Por otro lado, los alimentos clasificados como pareve, al ser considerados neutros, pueden ser consumidos tanto con productos lácteos como con carne.

## Leyes
Los huevos que se han puesto se consideran pareve porque están separados del animal. Pero los huevos que se encuentran dentro de un ave después de su sacrificio se consideran parte del animal y, por lo tanto, tienen el estatus de carne. Los huevos comercializados generalmente no provienen de animales sacrificados y, por lo tanto, son pareve.
La kashrut exige que el pan común se haga pareve, porque el pan es un alimento básico y existe una gran posibilidad de que uno olvide que el pan contiene ingredientes lácteos o cárnicos. No es necesario que el pan sea pareve si se elabora con una forma inusual o se consume el mismo día en que se elabora. Incluso los vegetarianos deben abstenerse de hornear pan que no sea parve porque el kashrut se aplica por igual a todos los judíos.
Los alimentos que están compuestos exclusivamente por ingredientes pareve, pero que han estado en contacto con utensilios lácteos o cárnicos en el hogar, o que se elaboran en instalaciones que también procesan productos lácteos o cárnicos, conservan su estatus de pareve y pueden ser consumidos tras la ingesta de productos lácteos o cárnicos. No obstante, si ocurre tal contacto, su consumo deberá realizarse en platos lácteos o cárnicos, según corresponda. Algunos productos comerciales que son pareve pero que han sido fabricados en equipos lácteos llevan las letras DE después del hechscher para que el consumidor sepa que el producto no se puede consumir junto con carne. Aun así, un producto de este tipo puede consumirse después de una comida de carne.
Los productos farmacéuticos que se toman con fines médicos y que contienen ingredientes animales, si bien técnicamente no son pareve, no requieren un período de espera después de su consumo, ya que generalmente se tragan sin masticar y tienen poco contacto con la boca. Las leyes de kashrut no se aplican a los productos farmacéuticos tomados por razones médicas. Las vitaminas, por otro lado, tienen el estatus de alimento y, por lo tanto, deben seguirse las leyes de kashrut.
Si bien los hogares kosher generalmente tienen dos juegos de platos, uno para productos lácteos y otro para carne, algunos hogares kosher también incluyen un tercer juego de platos pareve, o al menos utensilios de cocina, para poder preparar alimentos pareve y luego servirlos con comidas lácteas o de carne.
Si bien el pescado es pareve, el Talmud advierte no consumir pescado directamente mezclado con carne, y la costumbre es no comer ambos en el mismo plato si ambos se comen en la misma comida. Es costumbre de Jabad-Lubavitch abstenerse de comer pescado con leche, pero combinar pescado con derivados lácteos (queso, mantequilla, etc.) es aceptable. Una práctica mucho menos común es abstenerse de comer pescado combinado con cualquier producto lácteo.

## Pareve en producción comercial
Debido a las restricciones de la ley judía que prohíben combinar leche y carne, muchos alimentos comercializados para consumidores kosher se convierten en pareve, modificando así las recetas tradicionales y permitiendo que el producto se consuma con lácteos o carne. Los ingredientes comunes utilizados como sustitutos de los productos lácteos o cárnicos incluyen la soja y el tofu, los aceites de palma y de coco, y diversas verduras. Se utilizan sustitutos de carne para reemplazar la carne real en las recetas, y queso de soja para reemplazar el queso real. Algunos análogos de la carne incluyen lácteos.
Las leyes de marit ayin prohíben comer un alimento pareve que contenga lácteos junto con carne o viceversa. Sin embargo, con la amplia disponibilidad comercial de tales imitaciones pareve de alimentos lácteos y cárnicos, hoy en día esto está permitido.
La margarina se utiliza comúnmente en lugar de la mantequilla, lo que permite que los productos horneados se conviertan en pareve. En 2008, la escasez de margarina kosher para Pésaj hizo que fuera difícil para los consumidores kosher preparar recetas pareve.
La carne cultivada puede considerarse pareve, según David Lau, ex rabino jefe de Israel.

## Pareve y el vegetarianismo
La palabra "pareve" en la etiqueta de un alimento puede implicar que el producto es apto para vegetarianos o veganos, pero esto no siempre es cierto. El pescado y los productos derivados del pescado, como la gelatina de pescado, son pareve, pero en general no son vegetarianos y nunca veganos (aunque serían consumidos por pescetarianos). La miel, el huevo y los productos derivados del huevo, como la mayonesa y la albúmina, son pareve y vegetarianos, pero no veganos.
Algunos procesos convierten un producto cárnico o lácteo en una sustancia pareve. Por ejemplo, el cuajo a veces se elabora a partir del revestimiento del estómago, pero es aceptable para hacer queso kosher, pero esos quesos podrían no ser aceptables para algunos vegetarianos, que solo comerían queso elaborado con cuajo vegetariano.
De la misma manera, algunos productos que llevan una etiqueta de certificación vegana no tienen el estatus halajá de pareve debido al contacto incidental con ingredientes lácteos o utensilios que hacen que el artículo sea lácteo, mientras que aún así califican según la certificación vegana como que no contienen productos animales.

## Pareve y alergias
Las personas alérgicas a los productos lácteos pueden asumir que los productos etiquetados como "pareve" no contienen lácteos, aunque este no siempre es el caso. Kashrut tiene procedimientos mediante los cuales se puede limpiar el equipo de su uso no kosher anterior, pero esto puede resultar inadecuado para quienes tienen alergias, son vegetarianos o siguen otros estatutos religiosos. Por ejemplo, los equipos para la fabricación de productos lácteos se pueden limpiar lo suficientemente bien como para que los rabinos concedan el estatus pareve a los productos fabricados con ellos. Sin embargo, alguien con una fuerte sensibilidad alérgica a los productos lácteos aún podría reaccionar a los residuos lácteos, y es por eso que algunos productos que son legítimamente pareve llevan advertencias de "leche". La regla general sobre estos asuntos es que un artículo que contenga accidentalmente ingredientes lácteos podría considerarse pareve si los productos lácteos están presentes en una fracción de menos de 1/60 (1,67 %) del total aunque, en la producción de alimentos pareve comerciales las agencias supervisoras a menudo intentan ser más estrictas que eso. Sin embargo, las personas con alergias pueden ser sensibles a concentraciones mucho más bajas de dichos ingredientes (incluso concentraciones de partes por millón) y, por lo tanto, es posible que no puedan confiar en una marca pareve.

## Uso en la jerga
La palabra "pareve" también se utiliza en la jerga israelí contemporánea para dar a entender que algo es mediocre o que una afirmación carece de un mensaje claro.